# Falooda
Falooda là một phiên bản Ấn Độ của một món tráng miệng lạnh được làm từ mì. Món có nguồn gốc từ món faloodeh của người Ba Tư, các biến thể tìm được ở khắp Tây, Trung và Nam Á. Theo truyền thống, món được làm bằng cách trộn siro hoa hồng, sợi mì mỏng và hạt húng quế ngọt với sữa, thường được phục vụ với kem lạnh. Sợi mì dùng để chế biến món falooda được làm từ lúa mì, dong riềng, bột bắp hoặc cao lương.